# Porciúncula
Porciúncula è un comune del Brasile nello Stato di Rio de Janeiro, parte della mesoregione del Noroeste Fluminense e della microregione di Itaperuna.
Il comune, il più settentrionale dello Stato di Rio de Janeiro, è stato istituito nel 1947 per distacco dal comune di Itaperuna. È suddiviso in 3 distretti: Porciúncula (sede comunale), Purilândia e Santa Clara.
Deve il suo nome a José Tomás da Porciúncula (1854-1901), medico e politico, presidente dello Stato di Rio de Janeiro dal 1892 al 1894.